# Campeonato Mundial Júnior de Patinação Artística no Gelo de 2012
O Campeonato Mundial Júnior de Patinação Artística no Gelo de 2012 foi a trigésima sétima edição do Campeonato Mundial Júnior de Patinação Artística no Gelo, um evento anual de patinação artística no gelo organizado pela União Internacional de Patinação (em inglês:  International Skating Union) onde os patinadores artísticos competem pelo título de campeão mundial júnior. A competição foi disputada entre os dias 27 de fevereiro e 4 de março, na cidade de Minsk, Bielorrússia.

## Eventos
- Individual masculino
- Individual feminino
- Duplas
- Dança no gelo

## Medalhistas
| Evento                        | Ouro                                            | Prata                                     | Bronze                                             |
| Individual masculino detalhes | Yan Han · China                                 | Joshua Farris · Estados Unidos            | Jason Brown · Estados Unidos                       |
| Individual feminino detalhes  | Julia Lipnitskaia · Rússia                      | Gracie Gold · Estados Unidos              | Adelina Sotnikova · Rússia                         |
| Duplas detalhes               | Sui Wenjing · Han Cong · China                  | Yu Xiaoyu · Jin Yang · China              | Vasilisa Davankova · Andrei Deputat · Rússia       |
| Dança no gelo detalhes        | Victoria Sinitsina · Ruslan Zhiganshin · Rússia | Alexandra Stepanova · Ivan Bukin · Rússia | Alexandra Aldridge · Daniel Eaton · Estados Unidos |

## Resultados

### Individual masculino
| Pos.                                                  | Nome                       | Nacionalidade    | Pontos | RP         | PC         | PL          |
| ----------------------------------------------------- | -------------------------- | ---------------- | ------ | ---------- | ---------- | ----------- |
| Medalha de ouro                                       | Yan Han                    | China            | 222.45 |            | 74.88 (2)  | 147.57 (1)  |
| Medalha de prata                                      | Joshua Farris              | Estados Unidos   | 221.97 |            | 75.43 (1)  | 146.54 (2)  |
| Medalha de bronze                                     | Jason Brown                | Estados Unidos   | 214.90 |            | 70.20 (4)  | 144.70 (3)  |
| 4                                                     | Denis Ten                  | Cazaquistão      | 208.20 |            | 73.78 (3)  | 134.42 (4)  |
| 5                                                     | Zhan Bush                  | Rússia           | 196.06 |            | 65.21 (5)  | 130.85 (6)  |
| 6                                                     | Zhang He                   | China            | 193.97 |            | 64.63 (6)  | 129.34 (7)  |
| 7                                                     | Keiji Tanaka               | Japão            | 189.86 |            | 57.70 (11) | 132.16 (5)  |
| 8                                                     | Liam Firus                 | Canadá           | 189.06 |            | 62.10 (7)  | 126.96 (8)  |
| 9                                                     | Ryuju Hino                 | Japão            | 181.34 |            | 56.59 (14) | 124.75 (9)  |
| 10                                                    | Shoma Uno                  | Japão            | 175.92 |            | 57.71 (10) | 118.21 (10) |
| 11                                                    | Martin Rappe               | Alemanha         | 171.38 | 106.93 (5) | 57.13 (12) | 114.25 (12) |
| 12                                                    | Timothy Dolensky           | Estados Unidos   | 169.94 |            | 57.73 (9)  | 112.21 (13) |
| 13                                                    | Nam Nguyen                 | Canadá           | 168.20 | 116.33 (1) | 51.13 (18) | 117.07 (11) |
| 14                                                    | Artur Dmitriev Jr          | Rússia           | 166.96 |            | 59.36 (8)  | 107.60 (15) |
| 15                                                    | Michael Christian Martinez | Filipinas        | 165.10 | 109.42 (3) | 55.32 (16) | 109.78 (14) |
| 16                                                    | Luiz Manella               | Brasil           | 162.53 | 107.41 (4) | 55.07 (17) | 107.46 (16) |
| 17                                                    | Petr Coufal                | República Tcheca | 161.10 |            | 56.74 (13) | 104.36 (17) |
| 18                                                    | June Hyoung Lee            | Coreia do Sul    | 158.93 | 110.48 (2) | 55.74 (15) | 103.19 (18) |
| 19                                                    | Harry Mattick              | Reino Unido      | 146.78 | 105.17 (6) | 48.24 (23) | 98.54 (19)  |
| 20                                                    | Maurizio Zandron           | Itália           | 143.95 | 101.47 (7) | 50.79 (19) | 93.16 (21)  |
| 21                                                    | Matthias Versluis          | Finlândia        | 143.20 | 97.05 (8)  | 49.96 (20) | 93.74 (20)  |
| 22                                                    | Brendan Kerry              | Austrália        | 131.40 | 89.76 (10) | 48.83 (22) | 82.57 (22)  |
| 23                                                    | Chin-I Tsao                | Taipé Chinesa    | 129.24 | 85.15 (12) | 49.18 (21) | 80.06 (23)  |
| 24                                                    | Marcus Björk               | Suécia           | 123.33 |            | 46.83 (24) | 76.50 (24)  |
| Não avançaram para a patinação livre / programa longo |                            |                  |        |            |            |             |
| 25                                                    | Yakov Godorozha            | Ucrânia          | —      |            | 44.17 (25) |             |
| 26                                                    | Slavik Hayrapetyan         | Armênia          | —      | 88.31 (11) | 43.93 (26) |             |
| 27                                                    | Carlo Röthlisberger        | Suíça            | —      | 79.93 (14) | 42.24 (27) |             |
| 28                                                    | Kamil Dymowski             | Polônia          | —      | 84.89 (13) | 39.43 (28) |             |
| 29                                                    | Daniel Albert Naurits      | Estônia          | —      |            | 37.03 (29) |             |
| 30                                                    | Pavel Ignatenko            | Bielorrússia     | —      | 92.05 (9)  | 36.97 (30) |             |
| Não avançaram para o programa curto                   |                            |                  |        |            |            |             |
| 31                                                    | Víctor Bustamante          | Espanha          | —      | 78.33 (15) |            |             |
| 32                                                    | Osman Akgün                | Turquia          | —      | 77.76 (16) |            |             |
| 33                                                    | Florian Gostelie           | Países Baixos    | —      | 69.25 (17) |            |             |
| 34                                                    | Suchet Kongchim            | Tailândia        | —      | 67.31 (18) |            |             |
| 35                                                    | Arturas Ganzela            | Lituânia         | —      | 61.54 (19) |            |             |
| 36                                                    | Julian Zhi Jie Yee         | Malásia          | —      | 61.26 (20) |            |             |
| 37                                                    | Armen Agaian               | Geórgia          | —      | 59.73 (21) |            |             |
| 38                                                    | Zsolt Kosz                 | Romênia          | —      | 57.06 (22) |            |             |
| 39                                                    | Wayne Wing Yin Chung       | Hong Kong        | —      | 54.38 (23) |            |             |
| 40                                                    | Bernhard Pauli             | Áustria          | —      | 54.15 (24) |            |             |
| WD                                                    | Kristóf Forgó              | Hungria          | —      | — (WD)     |            |             |

### Individual feminino
| Pos.                                                  | Nome                    | Nacionalidade    | Pontos | RP         | PC         | PL         |
| ----------------------------------------------------- | ----------------------- | ---------------- | ------ | ---------- | ---------- | ---------- |
| Medalha de ouro                                       | Julia Lipnitskaia       | Rússia           | 187.05 |            | 63.09 (1)  | 123.96 (1) |
| Medalha de prata                                      | Gracie Gold             | Estados Unidos   | 171.85 |            | 58.00 (2)  | 113.85 (2) |
| Medalha de bronze                                     | Adelina Sotnikova       | Rússia           | 168.45 |            | 56.57 (3)  | 111.88 (3) |
| 4                                                     | Satoko Miyahara         | Japão            | 157.78 |            | 52.97 (4)  | 104.81 (6) |
| 5                                                     | Li Zijun                | China            | 157.31 |            | 51.74 (6)  | 105.57 (5) |
| 6                                                     | Polina Shelepen         | Rússia           | 156.02 |            | 47.99 (12) | 108.03 (4) |
| 7                                                     | Christina Gao           | Estados Unidos   | 151.09 |            | 52.66 (5)  | 98.43 (7)  |
| 8                                                     | Hae-Jin Kim             | Coreia do Sul    | 149.71 | 93.97 (3)  | 51.56 (7)  | 98.15 (8)  |
| 9                                                     | Joshi Helgesson         | Suécia           | 147.88 | 80.36 (6)  | 50.74 (8)  | 97.14 (9)  |
| 10                                                    | Kaetlyn Osmond          | Canadá           | 146.25 | 97.36 (1)  | 50.15 (9)  | 96.10 (10) |
| 11                                                    | Zhao Ziquan             | China            | 143.19 | 94.53 (2)  | 49.22 (10) | 94.70 (11) |
| 12                                                    | Miu Sato                | Japão            | 141.20 |            | 46.50 (13) | 94.70 (12) |
| 13                                                    | Vanessa Lam             | Estados Unidos   | 138.94 |            | 48.82 (11) | 90.12 (13) |
| 14                                                    | Gerli Liinamäe          | Estônia          | 125.20 |            | 44.54 (17) | 80.66 (14) |
| 15                                                    | Monika Simančíková      | Eslováquia       | 124.36 |            | 45.10 (16) | 79.26 (15) |
| 16                                                    | Isadora Williams        | Brasil           | 123.93 | 71.30 (12) | 46.22 (14) | 77.71 (18) |
| 17                                                    | Patricia Gleščič        | Eslovênia        | 122.39 | 79.69 (7)  | 45.35 (15) | 77.04 (19) |
| 18                                                    | Carol Bressanutti       | Itália           | 119.40 |            | 41.59 (20) | 77.81 (17) |
| 19                                                    | Juulia Turkkila         | Finlândia        | 119.21 |            | 41.03 (22) | 78.18 (16) |
| 20                                                    | Risa Shoji              | Japão            | 113.08 |            | 43.13 (18) | 69.95 (22) |
| 21                                                    | Alina Fjodorova         | Letônia          | 112.99 | 71.52 (11) | 42.49 (19) | 70.50 (21) |
| 22                                                    | Elizaveta Ukolova       | República Tcheca | 110.97 | 82.09 (4)  | 39.61 (24) | 71.36 (20) |
| 23                                                    | Tina Stürzinger         | Suíça            | 108.29 |            | 41.39 (21) | 66.90 (23) |
| 24                                                    | Sabrina Schulz          | Áustria          | 104.53 |            | 39.93 (23) | 64.60 (24) |
| Não avançaram para a patinação livre / programa longo |                         |                  |        |            |            |            |
| 25                                                    | Anine Rabe              | Noruega          | —      | 75.26 (9)  | 39.58 (25) |            |
| 26                                                    | Anita Madsen            | Dinamarca        | —      | 76.70 (8)  | 39.44 (26) |            |
| 27                                                    | Lenaelle Gilleron-Gorry | França           | —      |            | 39.38 (27) |            |
| 28                                                    | Angelika Dubinski       | Alemanha         | —      | 74.88 (10) | 38.57 (28) |            |
| 29                                                    | Kristina Zakharanka     | Bielorrússia     | —      | 70.12 (14) | 36.23 (29) |            |
| 30                                                    | Brooklee Han            | Austrália        | —      | 82.05 (5)  | 35.37 (30) |            |
| 31                                                    | Anais Claes             | Bélgica          | —      |            | 28.00 (31) |            |
| Não avançaram para o programa curto                   |                         |                  |        |            |            |            |
| 32                                                    | Inga Janulevičiūtė      | Lituânia         | —      | 71.21 (13) |            |            |
| 33                                                    | Alexandra Kamieniecki   | Polônia          | —      | 69.11 (15) |            |            |
| 34                                                    | Sila Saygi              | Turquia          | —      | 66.38 (16) |            |            |
| 35                                                    | Margot Krisberg         | Israel           | —      | 66.11 (17) |            |            |
| 36                                                    | Katie Powell            | Reino Unido      | —      | 65.01 (18) |            |            |
| 37                                                    | Elena Mangas            | Espanha          | —      | 63.61 (19) |            |            |
| 38                                                    | Eline Anthonissen       | Bélgica          | —      | 61.31 (20) |            |            |
| 39                                                    | Melanie Swang           | Tailândia        | —      | 60.86 (21) |            |            |
| 40                                                    | Oliya Clarkson          | Granada          | —      | 60.75 (22) |            |            |
| 41                                                    | Sandra Ristivojevic     | Sérvia           | —      | 58.43 (23) |            |            |
| 42                                                    | Kim Bell                | Países Baixos    | —      | 56.98 (24) |            |            |
| 43                                                    | Isabella Schuster       | Grécia           | —      | 55.30 (25) |            |            |
| 44                                                    | Alina Milevskaia        | Ucrânia          | —      | 54.00 (26) |            |            |
| 45                                                    | Regina Glazman          | Cazaquistão      | —      | 53.36 (27) |            |            |
| 46                                                    | Vasilena Yakimova       | Bulgária         | —      | 53.23 (28) |            |            |
| 47                                                    | Michelle Quintero       | México           | —      | 53.07 (29) |            |            |
| 48                                                    | Amanda Sunyoto-Yang     | Taipé Chinesa    | —      | 50.79 (30) |            |            |
| 49                                                    | Madelaine Parker        | Nova Zelândia    | —      | 49.37 (31) |            |            |
| 50                                                    | Raisa Rjenovschi        | Romênia          | —      | 49.17 (32) |            |            |
| 51                                                    | Kai Jing Leong          | Singapura        | —      | 46.57 (33) |            |            |
| 52                                                    | Regina Borbély          | Hungria          | —      | 45.39 (34) |            |            |
| 53                                                    | Maral-Erdene Gansukh    | Mongólia         | —      | 44.20 (35) |            |            |
| 54                                                    | Ema Lipovscak           | Croácia          | —      | 40.40 (36) |            |            |

### Duplas
| Pos.                                                  | Nome                                     | Nacionalidade  | Pontos | RP         | PC         | PL         |
| ----------------------------------------------------- | ---------------------------------------- | -------------- | ------ | ---------- | ---------- | ---------- |
| Medalha de ouro                                       | Sui Wenjing / Han Cong                   | China          | 175.69 |            | 59.29 (1)  | 116.40 (1) |
| Medalha de prata                                      | Yu Xiaoyu / Jin Yang                     | China          | 167.48 | 96.37 (1)  | 54.72 (2)  | 112.76 (2) |
| Medalha de bronze                                     | Vasilisa Davankova / Andrei Deputat      | Rússia         | 153.66 |            | 50.50 (5)  | 103.16 (3) |
| 4                                                     | Haven Denney / Brandon Frazier           | Estados Unidos | 150.55 | 91.58 (2)  | 50.81 (4)  | 99.74 (4)  |
| 5                                                     | Margaret Purdy / Michael Marinaro        | Canadá         | 141.76 |            | 49.51 (7)  | 92.25 (5)  |
| 6                                                     | Ekaterina Petaikina / Maxim Kurdyukov    | Rússia         | 141.19 |            | 51.18 (3)  | 90.01 (7)  |
| 7                                                     | Katherine Bobak / Ian Beharry            | Canadá         | 139.89 |            | 49.77 (6)  | 90.12 (6)  |
| 8                                                     | Kylie Duarte / Colin Grafton             | Estados Unidos | 133.93 |            | 48.24 (8)  | 85.69 (8)  |
| 9                                                     | Li Meiyi / Jiang Bo                      | China          | 128.05 | 88.48 (3)  | 46.97 (10) | 81.08 (11) |
| 10                                                    | Britney Simpson / Matthew Blackmer       | Estados Unidos | 127.93 |            | 46.83 (11) | 81.10 (10) |
| 11                                                    | Kamila Gainetdinova / Ivan Bich          | Rússia         | 127.84 |            | 47.51 (9)  | 80.33 (12) |
| 12                                                    | Hayleigh Bell / Alistair Sylvester       | Canadá         | 126.73 | 81.11 (4)  | 42.01 (12) | 84.72 (9)  |
| 13                                                    | Magdalena Klatka / Radosław Chruściński  | Polônia        | 118.48 | 75.75 (5)  | 41.42 (13) | 77.06 (13) |
| 14                                                    | Julia Lavrentieva / Yuri Rudik           | Ucrânia        | 110.03 | 65.23 (10) | 39.71 (15) | 70.32 (15) |
| 15                                                    | Stina Martini / Severin Kiefer           | Áustria        | 109.77 | 71.49 (7)  | 38.92 (16) | 70.85 (14) |
| 16                                                    | Camille Mendoza / Christopher Boyadji    | França         | 109.64 | 73.64 (6)  | 40.67 (14) | 68.97 (16) |
| Não avançaram para a patinação livre / programa longo |                                          |                |        |            |            |            |
| 17                                                    | Rachel Epstein / Dmitry Epstein          | Países Baixos  | —      | 66.63 (9)  | 36.84 (17) |            |
| 18                                                    | Bianca Manacorda / Niccolo Macii         | Itália         | —      | 67.49 (8)  | 35.37 (18) |            |
| 19                                                    | Maria Paliakova / Mikhail Fomichev       | Bielorrússia   | —      | 63.35 (11) | 33.43 (19) |            |
| 20                                                    | Alessandra Cernuschi / Filippo Ambrosini | Itália         | —      |            | 29.91 (20) |            |
| Não avançaram para o programa curto                   |                                          |                |        |            |            |            |
| 21                                                    | Alexandra Rodriguez / Aritz Maestu       | Espanha        | —      | 59.19 (12) |            |            |
| 22                                                    | Veera Kestila / Callum Bullard           | Austrália      | —      | 56.16 (13) |            |            |
| 23                                                    | Linda Wenzig / Matti Landgraf            | Alemanha       | —      | 52.61 (14) |            |            |
| 24                                                    | Anjelika Ilieva / Pavel Petrov Savinov   | Bulgária       | —      | 51.53 (15) |            |            |

### Dança no gelo
| Pos.                                     | Nome                                           | Nacionalidade    | Pontos | RP         | DC         | DL         |
| ---------------------------------------- | ---------------------------------------------- | ---------------- | ------ | ---------- | ---------- | ---------- |
| Medalha de ouro                          | Victoria Sinitsina / Ruslan Zhiganshin         | Rússia           | 153.81 |            | 63.78 (1)  | 90.03 (1)  |
| Medalha de prata                         | Alexandra Stepanova / Ivan Bukin               | Rússia           | 147.74 |            | 62.68 (2)  | 85.06 (2)  |
| Medalha de bronze                        | Alexandra Aldridge / Daniel Eaton              | Estados Unidos   | 141.14 |            | 57.76 (5)  | 83.38 (3)  |
| 4                                        | Anna Yanovskaia / Sergei Mozgov                | Rússia           | 140.63 |            | 58.89 (3)  | 81.74 (4)  |
| 5                                        | Gabriella Papadakis / Guillaume Cizeron        | França           | 138.70 |            | 58.09 (4)  | 80.61 (5)  |
| 6                                        | Nicole Orford / Thomas Williams                | Canadá           | 134.61 |            | 55.86 (6)  | 78.75 (6)  |
| 7                                        | Lauri Bonacorsi / Travis Mager                 | Estados Unidos   | 128.41 |            | 54.53 (8)  | 73.88 (7)  |
| 8                                        | Maria Nosulia / Evgeni Kholoniuk               | Ucrânia          | 123.93 |            | 54.91 (7)  | 69.02 (8)  |
| 9                                        | Shari Koch / Christian Nüchtern                | Alemanha         | 117.26 | 72.36 (1)  | 51.68 (9)  | 65.58 (10) |
| 10                                       | Sofia Sforza / Francesco Fioretti              | Itália           | 116.25 | 69.24 (4)  | 51.06 (10) | 65.19 (12) |
| 11                                       | Irina Shtork / Taavi Rand                      | Estônia          | 115.66 |            | 50.75 (11) | 64.91 (13) |
| 12                                       | Anna Nagornyuk / Viktor Kovalenko              | Uzbequistão      | 112.49 | 70.40 (3)  | 45.82 (15) | 66.67 (9)  |
| 13                                       | Ksenia Pecherkina / Aleksandrs Jakushin        | Letônia          | 111.11 | 64.24 (6)  | 45.84 (14) | 65.27 (11) |
| 14                                       | Zhang Yiyi / Wu Nan                            | China            | 109.48 | 64.94 (5)  | 46.35 (13) | 63.13 (15) |
| 15                                       | Rachel Parsons / Michael Parsons               | Estados Unidos   | 109.16 |            | 45.37 (16) | 63.79 (14) |
| 16                                       | Sara Aghai / Jussiville Partanen               | Finlândia        | 107.84 | 59.81 (8)  | 47.15 (12) | 60.69 (17) |
| 17                                       | Olivia Smart / Joseph Buckland                 | Reino Unido      | 106.46 | 61.19 (7)  | 45.00 (17) | 61.46 (16) |
| 18                                       | Çağla Demirsal / Berk Akalın                   | Turquia          | 101.23 | 58.31 (10) | 43.08 (19) | 58.15 (19) |
| 19                                       | Viktoria Kavaliova / Yurii Bieliaiev           | Bielorrússia     | 100.41 | 58.99 (9)  | 42.04 (20) | 58.37 (18) |
| 20                                       | Andréanne Poulin / Marc-André Servant          | Canadá           | 96.44  |            | 43.81 (18) | 52.63 (20) |
| Não avançaram para a dança livre / longa |                                                |                  |        |            |            |            |
| 21                                       | Karolina Prochazkova / Michal Ceska            | República Tcheca | —      | 70.58 (2)  | 41.84 (21) |            |
| 22                                       | Karina Uzurova / Ilias Ali                     | Cazaquistão      | —      | 58.04 (11) | 40.09 (22) |            |
| 23                                       | Elektra Hetman / Benjamin Allain               | França           | —      |            | 39.22 (23) |            |
| 24                                       | Celia Robledo / Luis Fenero                    | Espanha          | —      |            | 38.23 (24) |            |
| 25                                       | Victoria Bausback / Demid Rokachev             | Suíça            | —      |            | 35.27 (25) |            |
| Não avançaram para a dança curta         |                                                |                  |        |            |            |            |
| 26                                       | Johanna Allik / Paul Bellantuono               | Estônia          | —      | 57.30 (12) |            |            |
| 27                                       | Ekaterina Bugrov / Vasili Rogov                | Israel           | —      | 56.10 (13) |            |            |
| 28                                       | Natalia Kaliszek / Michał Kaliszek             | Polônia          | —      | 54.36 (14) |            |            |
| 29                                       | Stephanie Baadsgaard Snider / Stepan Dubrovski | Dinamarca        | —      | 54.21 (15) |            |            |
| 30                                       | Szidónia Merkwart / Ádám Lukács                | Hungria          | —      | 44.68 (16) |            |            |
| 31                                       | Ayesha Yigit / Shane Speden                    | Nova Zelândia    | —      | 40.53 (17) |            |            |
| 32                                       | Hannah Sparke / Lochran Doherty                | Austrália        | —      | 27.46 (18) |            |            |

## Quadro de medalhas
| Ordem | País           | Medalha de ouro | Medalha de prata | Medalha de bronze |    | Ordem por total |
| ----- | -------------- | --------------- | ---------------- | ----------------- | -- | --------------- |
| 1     | Rússia         | 2               | 1                | 2                 | 5  | 1               |
| 2     | China          | 2               | 1                |                   | 3  | 3               |
| 3     | Estados Unidos |                 | 2                | 2                 | 4  | 2               |
| TOTAL | TOTAL          | 4               | 4                | 4                 | 12 | —               |